# Paroeme flava
Paroeme flava är en skalbaggsart som först beskrevs av Thomson 1858.  Paroeme flava ingår i släktet Paroeme och familjen långhorningar.
Artens utbredningsområde är:
- Gabon.
- Mali.
- Nigeria.
- Niger.
- Togo.

Inga underarter finns listade i Catalogue of Life.